# 伯克利县 (西弗吉尼亚州)
伯克利縣（英語：Berkeley County）是美国西維吉尼亞州東部的一個縣，北鄰马里兰州，南鄰弗吉尼亚州，面積833平方公里；2020年美國人口普查統計共有人口12萬2,076人。首府馬丁斯堡。該縣建於1772年，縣名紀念殖民地時期總督第四代博特托爾特男爵伯恩·伯克利。